# Église paroissiale Saint-Wendelin d'Eberbach
Pour les articles homonymes, voir Wendelin et Eberbach.
L'église paroissiale Saint-Wendelin d’Eberbach est un édifice religieux catholique situé au centre du village, 40 rue principale Eberbach, dans la commune française de Gundershoffen, dans le nord de l'Alsace, en France.

## Historique
L'église de Eberbach-Wœrth a été construite à la fin du XIIIe siècle. Mais seule l'élévation ouest date de cette époque, comme en témoigne le millésime 1877, car le reste de l'édifice a été reconstruit après les bombardements de la guerre 1939-1945.
Le presbytère d’Eberbach a, lui, été édifié en 1888.

## Architecture
L'édifice de style néo-roman  se compose d'une clocher-tour saillant aux trois quarts hors-œuvre, ouvrant sur une nef unique à quatre travées, terminée par un chœur à une travée droite et abside à trois pans. La nef et le chœur sont plafonnés. La tour et les chaînes d'angles sont en pierres de taille de grès rose.
Une horloge a été installée au troisième niveau du clocher-tour et le dernier niveau de plan octogonal, percé de baies en plein cintre à abat-sons, est coiffé d'une flèche polygonale.
La bénédiction des cloches à Eberbach est intervenue le 23 juin 1923.

## Mobilier
- Orgue Louis Blessing, 1958[3],[4].
- Plaque commémorative[5] : Conflits commémorés : Guerres de 1914-1918 - 1939-1945 - AFN-Algérie (1954-1962).